# Itsja (plaats)
Itsja (Russisch: Ича) is een voormalige plaats (posjolok) in het district Sobolevski van de Russische kraj Kamtsjatka.
Het dorp ontstond aan het begin van de 18e eeuw op enkele kilometers ten noorden van de gelijknamige rivier Itsja. In het dorp woonden vooral Itelmenen en Kamtsjadalen. In de sovjetperiode werd er een gorsovjet ingesteld. Bij de volkstelling van 1939 waren er 9 huizen waar 21 mensen woonden. Aan de zuidelijke rand van het dorp werd een visverwerkingsfabriek opgezet, waar elk jaar seizoensarbeiders werkten, waaronder Koreanen. Ook had de fabriek een eigen kudde van 100 koeien. In de plaats werden voorzieningen gevestigd zoals een medische post, een school en een tweetal winkels. Bij het dorp werd ook een luchtverdedigingseenheid van de Vojska PVO gestationeerd. Uiteindelijk werd echter besloten dat de afgelegen plaats niet levensvatbaar was. Op 13 december 1974 werd de plaats per decreet opgeheven.
De naam van het dorp ging over op het dorp Itsjinski aan de Zee van Ochotsk, dat ten tijde van de opheffing van de plaats juist in opkomst was.